# Пјаца (Бергамо)
Пјаца је насеље у Италији у округу Бергамо, региону Ломбардија.
Према процени из 2011. у насељу је живело 373 становника. Насеље се налази на надморској висини од 446 м.